# 장수초등학교 성곡분교
장수초등학교 성곡분교는 경상북도 영주시 장수면 용주로 471에 있었던 공립 초등학교이다.

## 변천
- 1946년 4월 1일 장수국민학교 성곡분교장 설치
- 1952년 5월 1일 장수서부국민학교로 승격
- 1999년 3월 1일 장수초등학교 성곡분교장
- 2007년 3월 1일 폐교